# Îles Salomon (archipel des Chagos)
Pour les articles homonymes, voir Îles Salomon (homonymie) et Salomon.
Les îles Salomon, en anglais Salomon Islands, forment un atoll inhabité de l'archipel des Chagos. Anciennement dans le territoire britannique de l'océan Indien, elles sont rétrocédées à Maurice le 22 mai 2025.

## Géographie

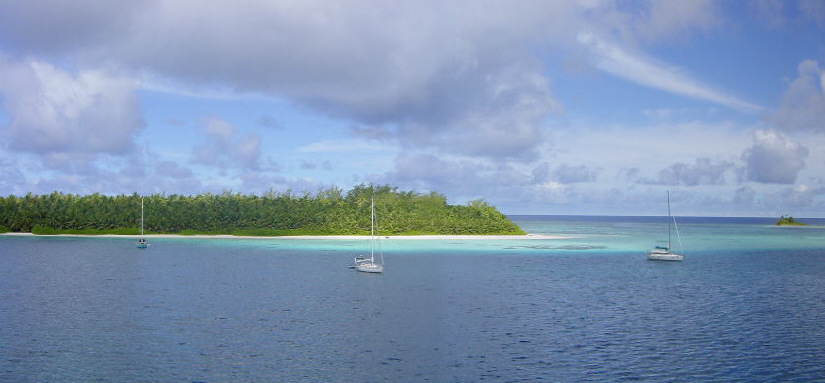
Vue de l'île Boddam (à gauche) et de l'île Diable (à droite).

Les îles Salomon sont situées dans le centre de l'océan Indien, dans le nord de l'archipel des Chagos, au nord du banc Great Chagos, à 24 kilomètres à l'est de Peros Banhos et à 208 kilomètres au nord de Diego Garcia. Administrativement, après avoir fait partie du territoire britannique de l'océan Indien, un territoire britannique d'outre-mer, elles passent sous souveraineté mauricienne le 22 mai 2025.
L'atoll est de forme elliptique avec neuf kilomètres de longueur dans le sens nord-est-sud-ouest et cinq kilomètres de largeur. Les terres émergées représentent 5 km2 de superficie et sont constituées de onze îles. La plus grande d'entre elles, l'île Boddam, est située dans le Sud-Ouest de l'atoll. Les îles Boddam , Fouquet et Takamaka comportent les ruines d'anciens campements. Toutes les îles sont couvertes d'une végétation tropicale.
Le lagon des îles Salomon, appelé baie des îles Salomon, communique avec la pleine mer via une passe dans le Nord de l'atoll, entre les îles Anglaise et de la Passe. Ce lagon constitue un havre privilégié pour les plaisanciers de passage dans l'archipel des Chagos.
| Nom             | Superficie (km2) |
| --------------- | ---------------- |
| Île Anglaise    | 0,82             |
| Île Boddam      | 1,08             |
| Île Diable      |                  |
| Île Fouquet     | 0,45             |
| Île Jacobin     |                  |
| Île Mapou       | 0,04             |
| Île de la Passe | 0,28             |
| Île Poule       |                  |
| Île du Sel      |                  |
| Île Sepulture   |                  |
| Île Takamaka    | 0,48             |

## Histoire

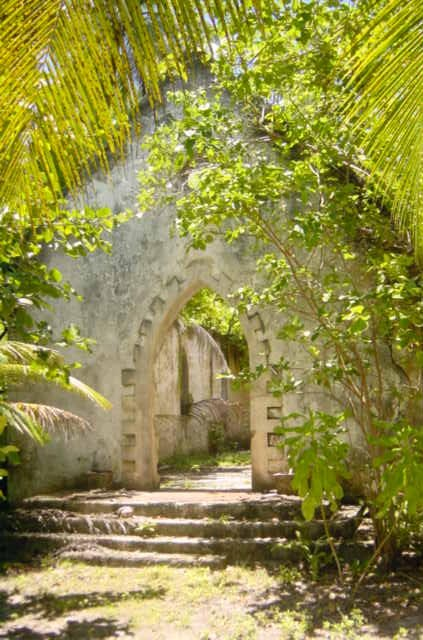
Ruines de l'église sur l'île Boddam.

Au cours du XVIIIe siècle, les Français colonisent l'archipel des Chagos et installent trois campements dans les îles Salomon : sur l'île Boddam, l'île Fouquet et l'île Takamaka. Des Africains y travaillent dans des conditions proches de l'esclavage pour l'exploitation du coprah tiré des cocoteraies. Le commandant britannique Robert Moresby cartographie l'atoll en 1837.
Entre 1966 et 1973, les habitants des îles Salomon sont déportés vers Maurice dans le cadre du développement de la base militaire britannique de Diego Garcia. À cette époque, seule l'île Boddam est habitée par environ 400 habitants. Elle comporte des habitations, des boutiques, une église, une école, une jetée et la demeure du planteur.
Le 25 février 2019, dans un avis consultatif, la Cour internationale de justice estime que le Royaume-Uni a « illicitement » séparé l’archipel des Chagos de l’île Maurice après son indépendance en 1968,.
L'Assemblée générale des Nations unies adopte le 22 mai 2019 une résolution exigeant du Royaume-Uni la restitution dans les six mois de l'archipel des Chagos à la République mauricienne, ce qui permettrait aux Chagossiens de retrouver leurs terres. 
Le 22 mai 2019, l'Assemblée générale de l'ONU avait adopté à une très large majorité une résolution, non contraignante mais à forte valeur politique, donnant six mois à Londres pour procéder à cette rétrocession. Ce délai a pris fin le 22 novembre 2019 sans que le Royaume-Uni se conforme à cette résolution, ni à l'avis consultatif formulé en février par la Cour internationale de justice demandant à Londres de mettre fin « dans les plus brefs délais » à son administration des Chagos.
Le 15 janvier 2020, le Premier ministre de l'île Maurice Pravind Jugnauth assiste à Londres à un sommet sur les investissements de la Grande-Bretagne en Afrique. Il s'entretient alors avec les chefs des gouvernements de l'Afrique du Sud, du Kenya, de Côte d'Ivoire et du Mozambique. Il indique que « Port-Louis étudiait la possibilité d’entamer des poursuites contre des responsables britanniques devant la Cour pénale internationale pour crime contre l’humanité », écrit IonNews.
Le 25 mai 2020, la nouvelle carte publiée par l'ONU fait apparaitre l'archipel des Chagos comme un territoire mauricien. En février 2022, l'État mauricien organise la première visite sans supervision britannique de Chagossiens exilés des îles Salomon.
Le 22 mai 2025, le Royaume-Uni rétrocède officiellement les Îles Salomon, ainsi que le reste de l'archipel des Chagos, à l'administration mauricienne.